# Schmidtia pappophoroides
Schmidtia pappophoroides là một loài thực vật có hoa trong họ Hòa thảo. Loài này được Steud. ex J.A.Schmidt miêu tả khoa học đầu tiên năm 1852.